# Marian Füssel
Marian Füssel, född 1973 i Münster, är en tysk historiker inom området tidigmodern historia. Sedan 2010 är Füssel professor i historia vid universitetet i Göttingen. På svenska finns hans bok Sjuårskriget. 1700-talets världskrig. (Bokförlaget Lopinita, 2023).

## Skrifter i urval
- Gelehrtenkultur als symbolische Praxis. Rang, Ritual und Konflikt an der Universität der Frühen Neuzeit (= Symbolische Kommunikation in der Vormoderne). Wissenschaftliche Buchgesellschaft, Darmstadt 2006, ISBN 3-534-19599-X (Zugleich: Münster (Westfalen), Universität, Dissertation, 2003/2004).
- Der Siebenjährige Krieg. Ein Weltkrieg im 18. Jahrhundert (= Beck’sche Reihe. 2704 C. H. Beck Wissen.). Beck, München 2010, ISBN 978-3-406-60695-3 (2., durchgesehene Auflage. ebenda 2012).
- Waterloo 1815 (= Beck’sche Reihe. 2838 C. H. Beck Wissen.). Beck, München 2015, ISBN 978-3-406-67672-7.
- Der Preis des Ruhms. Eine Weltgeschichte des Siebenjährigen Krieges. Beck, München 2019, ISBN 978-3-406-74005-3.
- Wissen (= Historische Einführungen. Bd. 19). Campus, Frankfurt am Main 2021, ISBN 978-3-593-51417-8.

Redaktion
- med Thomas Weller: Ordnung und Distinktion. Praktiken sozialer Repräsentation in der ständischen Gesellschaft (= Symbolische Kommunikation und gesellschaftliche Wertesysteme. Schriftenreihe des Sonderforschungsbereichs 496. Bd. 8). Rhema, Münster 2005, ISBN 3-930454-55-6.
- Michel de Certeau. Geschichte – Kultur – Religion. UVK Verlagsgesellschaft, Konstanz 2007, ISBN 978-3-89669-628-1.
- med Michael Sikora: Kulturgeschichte der Schlacht (= Krieg in der Geschichte. Bd. 78). Schöningh, Paderborn 2014, ISBN 978-3-506-77736-2.
- med Philip Knäble, Nina Elsemann: Wissen und Wirtschaft. Expertenkulturen und Märkte vom 13. bis 18. Jahrhundert. Vandenhoeck & Ruprecht, Göttingen 2017, ISBN 978-3-525-30122-7
- med Antje Kuhle, Michael Stolz: Höfe und Experten. Relationen von Macht und Wissen in Mittelalter und Früher Neuzeit. Vandenhoeck & Ruprecht, Göttingen 2018, ISBN 978-3-525-30123-4.
- Wissensgeschichte. Steiner, Stuttgart 2019, ISBN 978-3-515-11291-8.
- med Martin Kintzinger, Wolfgang Eric Wagner: Akademische Festkulturen vom Mittelalter bis zur Gegenwart. Zwischen Inaugurationsfeier und Fachschaftsparty (= Veröffentlichungen der Gesellschaft für Universitäts- und Wissenschaftsgeschichte. Bd. 15.). Schwabe, Basel 2019, ISBN 978-3-7965-3823-0.